# متحف القبة
متحف القبة هو متحف تونسي تقليدي يقع في مدينة سوسة.

## المبنى
يقع المتحف في مجموعة من المباني تتميز بقبة مطوية متعرجة وهي فريدة من نوعها في تونس. يعود تاريخ هذا المبنى من مدينة سوسة العتيقة إلى القرن العاشر. ويتميز أيضًا بواجهته المزخرفة بالمشاكي وقوسه متعدد الفصوص. كان المبنى المجاور يضم فندق الفرنسيين في القرن التاسع عشر ثم خانًا حتى ستينيات القرن العشرين.
يتألّف هذا المجمّع المصنّف ضمن المعالم التاريخية منذ سنة 1945، بالتحديد من «مقهى بين القهاوي» ومرابط سيدي الشريف وفندق الداوي. تمّ افتتاح المتحف سنة 1994.

## معرض الصور

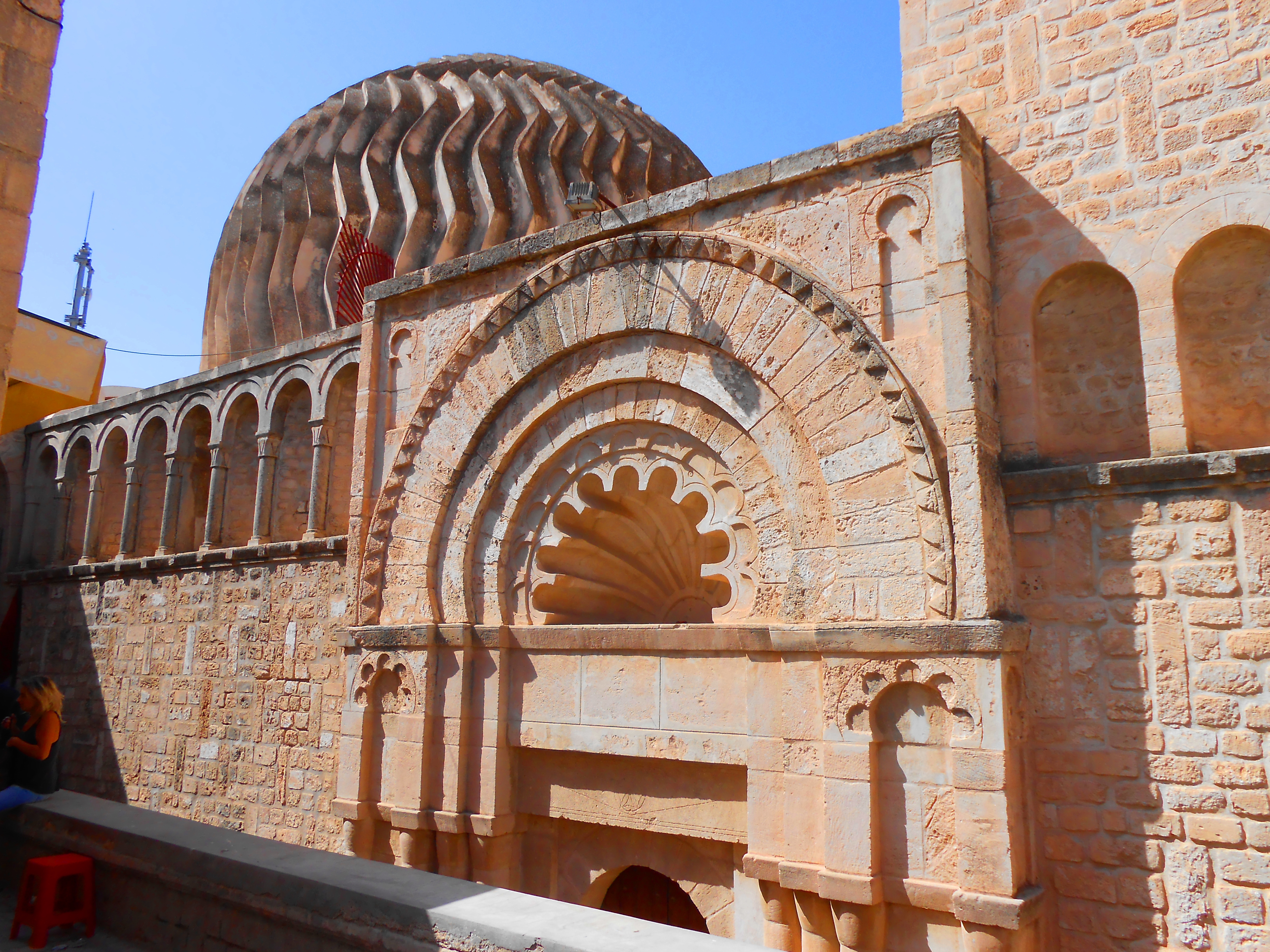
منظر للواجهة مع تجاويفها وقوسها المتعدد الفصوص.
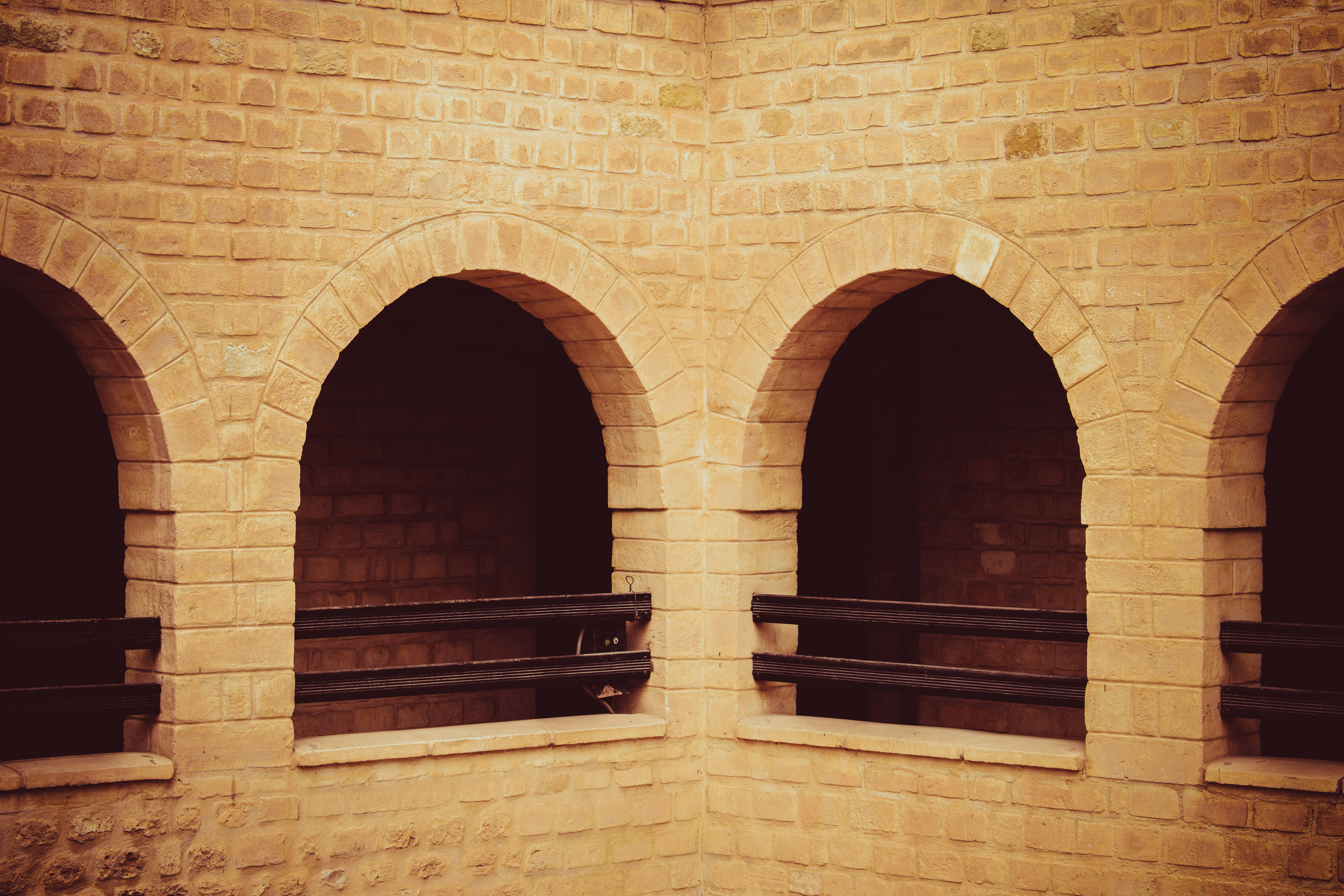
الممرات في ساحة المتحف.
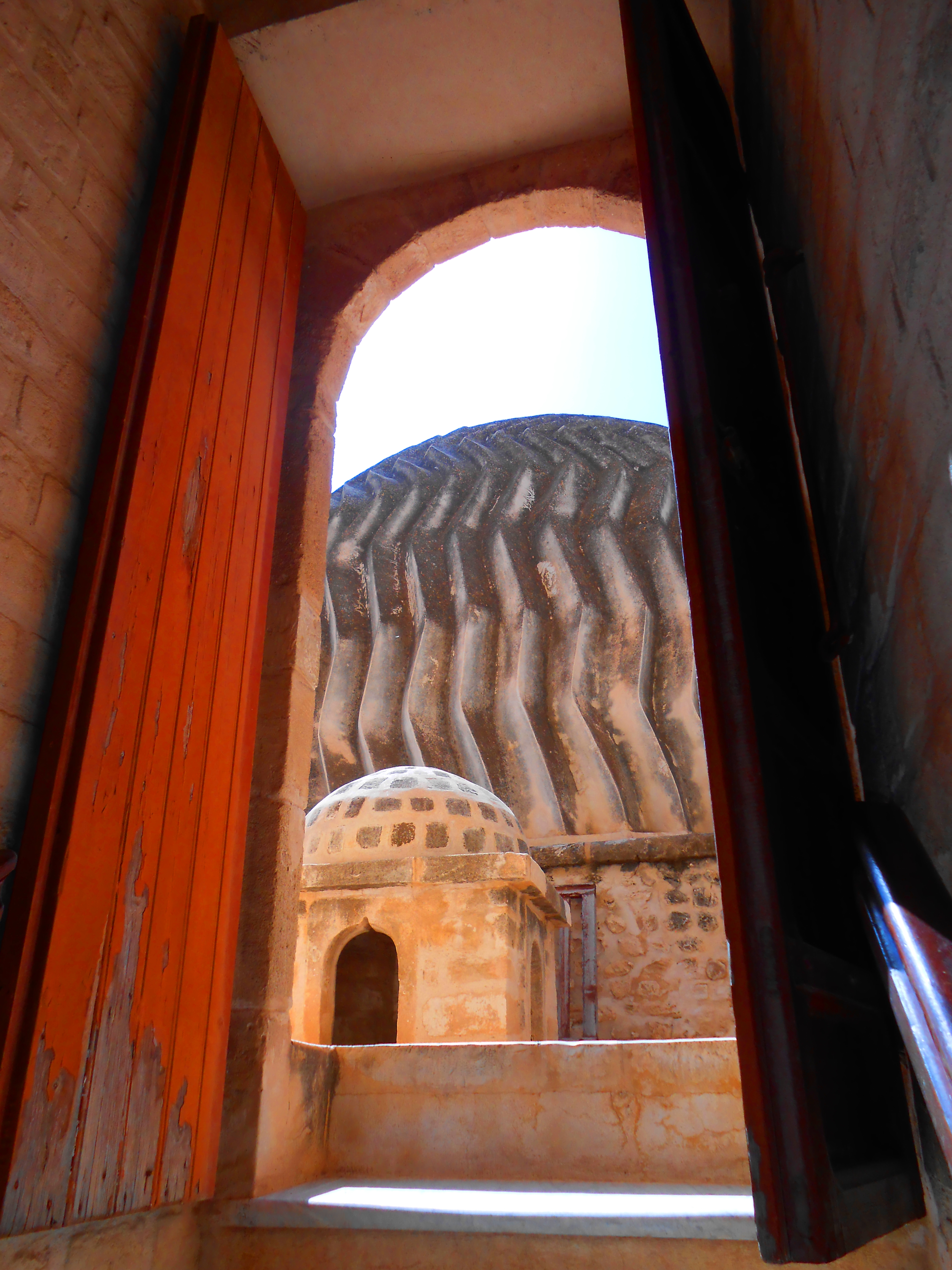
الوصول إلى السطح.
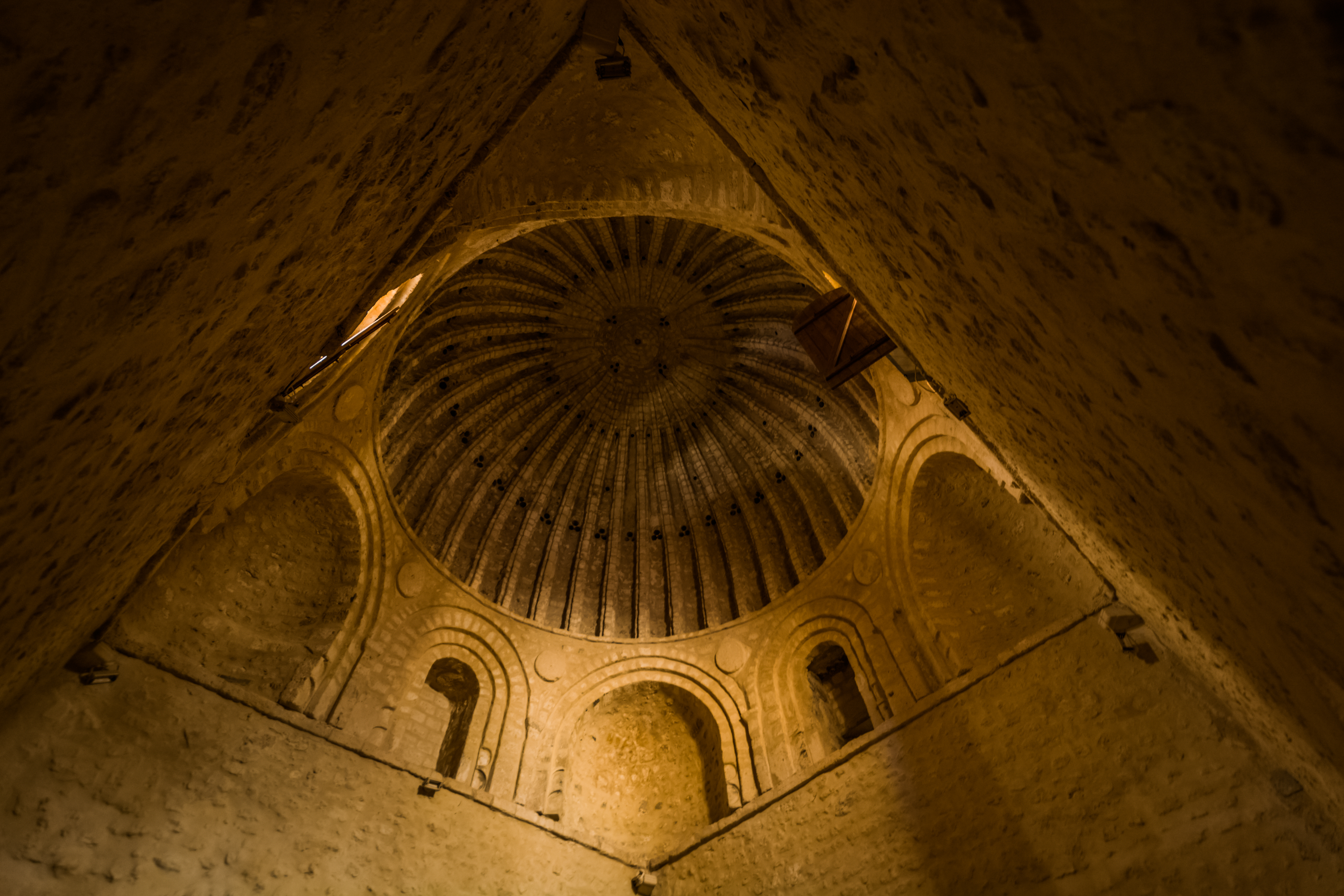
منظر داخلي للقبة.
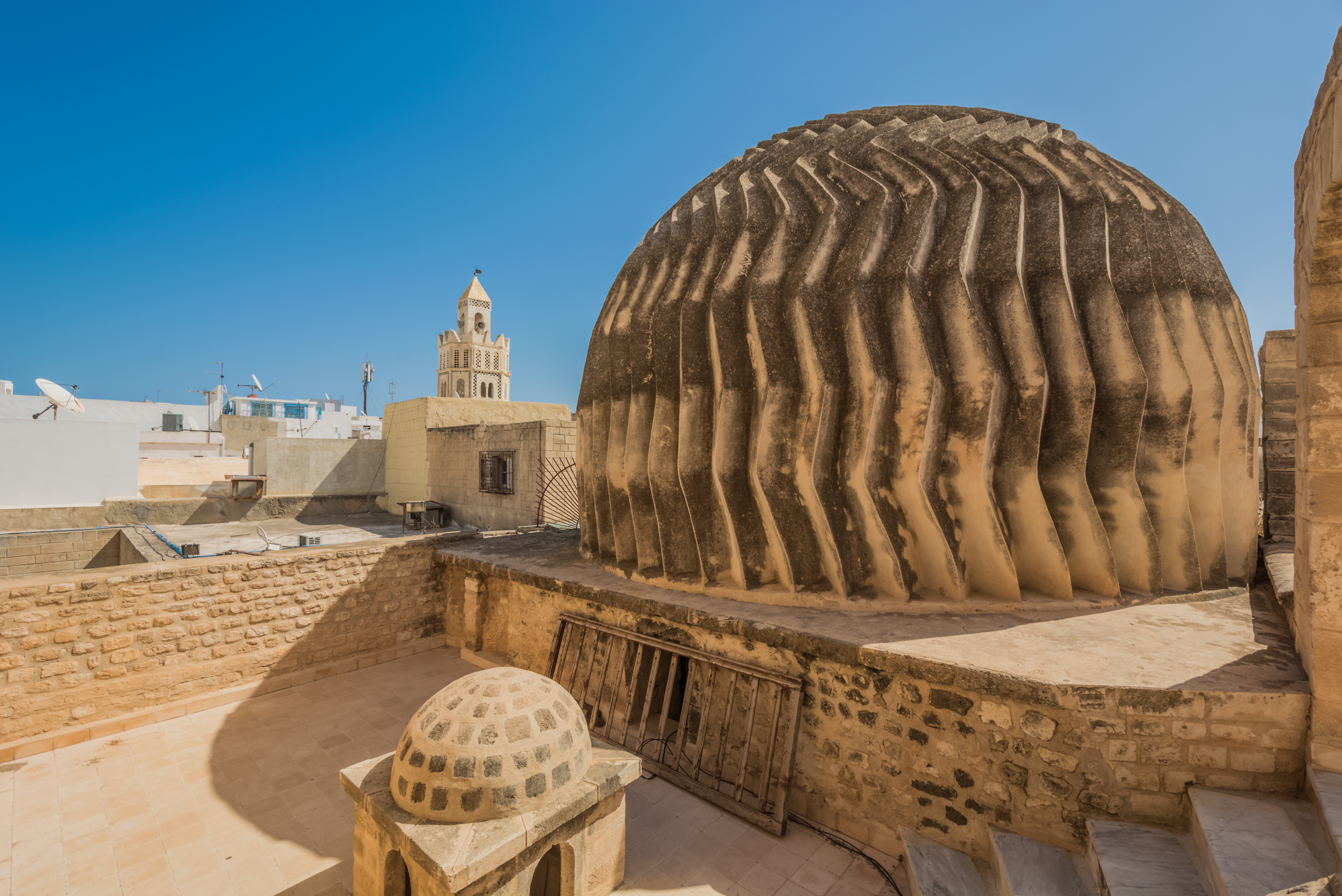
منظر خارجي للقبة.

## المجموعات

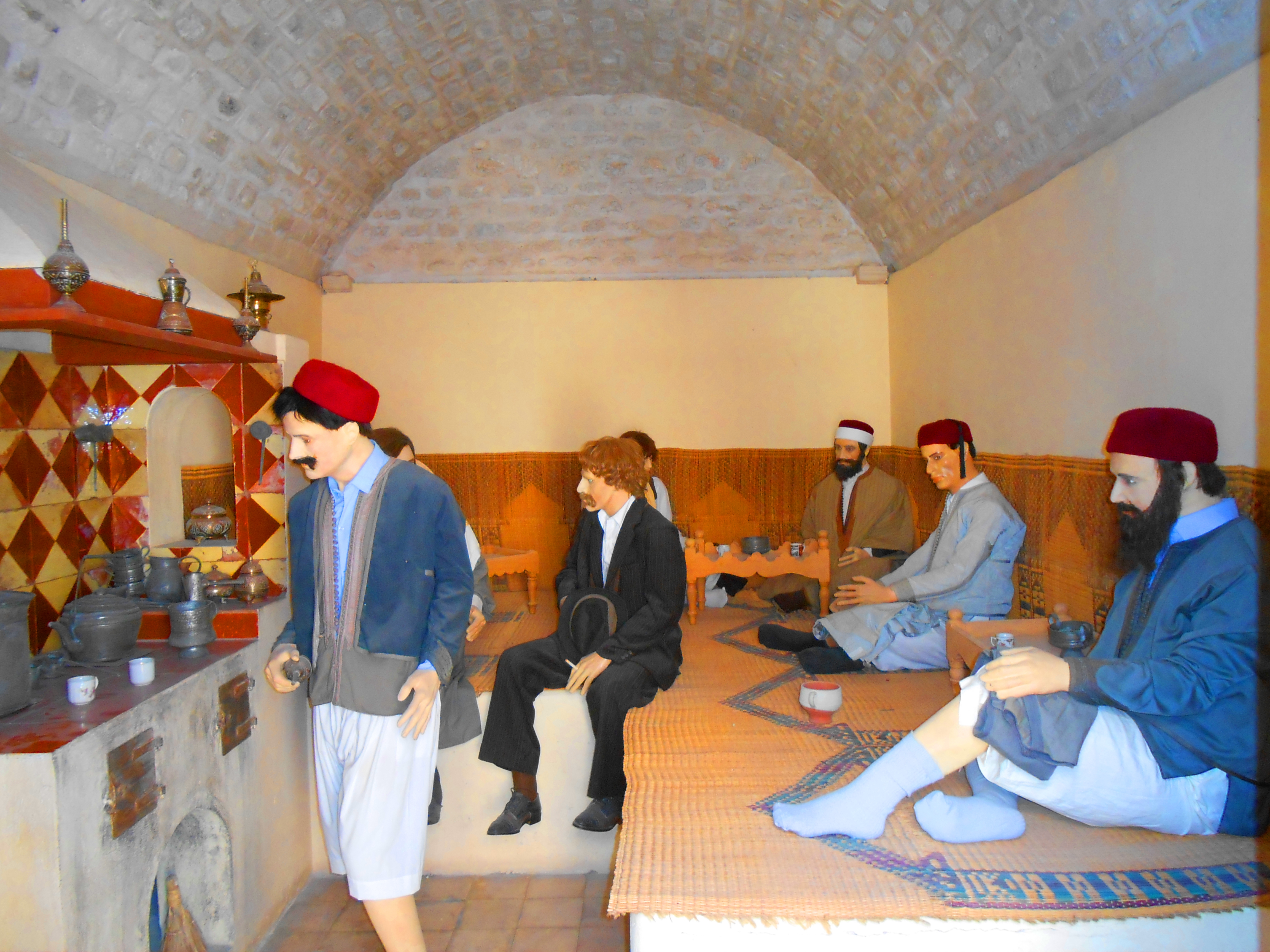
مشهد لمقهى تقليدي.

يعرض المتحف عدة مشاهد من الحياة اليومية في منطقة سوسة، بما في ذلك الزفاف التقليدي أو تحضير الكسكسي. كما يتم عرض مجموعة متنوعة من الحرف اليدوية المحلية هناك.